# Municipio de Kanaranzi
El municipio de Kanaranzi (en inglés: Kanaranzi Township) es un municipio ubicado en el condado de Rock en el estado estadounidense de Minnesota. En el año 2010 tenía una población de 247 habitantes y una densidad poblacional de 2,64 personas por km².

## Geografía
El municipio de Kanaranzi se encuentra ubicado en las coordenadas 43°32′29″N 96°6′41″O / 43.54139, -96.11139. Según la Oficina del Censo de los Estados Unidos, el municipio tiene una superficie total de 93.62 km², de la cual 93,61 km² corresponden a tierra firme y (0 %) 0 km² es agua.

## Demografía
Según el censo de 2010, había 247 personas residiendo en el municipio de Kanaranzi. La densidad de población era de 2,64 hab./km². De los 247 habitantes, el municipio de Kanaranzi estaba compuesto por el 98,38 % blancos, el 0,4 % eran afroamericanos, el 0,81 % eran amerindios y el 0,4 % eran de una mezcla de razas. Del total de la población el 1,62 % eran hispanos o latinos de cualquier raza.